# Nebulosa Elica
La nebulosa Elica (nota anche come NGC 7293, C 63 o Nebulosa Helix mantenendo il nome inglese) è una delle nebulose planetarie più vicine alla Terra. Si trova a 200 pc o 650 al dalla Terra nella costellazione dell'Aquario e ha un diametro angolare di circa 0,5°. È stata scoperta da Karl Ludwig Harding prima del 1824.
Ha un aspetto molto simile alla nebulosa Anello. È anche simile per dimensione, età e caratteristiche fisiche alla nebulosa Manubrio; le significative differenze nell'aspetto sono conseguenza della relativa vicinanza e del diverso angolo da cui la si osserva.
La nebulosa Elica viene spesso chiamata l'Occhio di Dio, a partire almeno dal 2003.

## Informazioni generali

Animazione che mostra la formazione della nebulosa a partire da una gigante rossa.

La nebulosa Elica è un esempio di una nebulosa planetaria formatasi alla fine della vita di una stella di tipo solare. Gli strati gassosi esterni della stella espulsi nello spazio appaiono dal nostro punto di vista come se guardassimo dall'alto un'elica. Il nucleo centrale della stella, destinato a diventare una nana bianca, risplende così intensamente da rendere fluorescente il gas precedentemente espulso.
La nebulosa si trova a circa 650 anni luce dalla Terra nella costellazione dell'Aquario, e ha una dimensione di circa 2,5 anni luce. Le fotografie recenti di Helix sono delle composizioni di nuove immagini ottenute dallo strumento Advanced Camera for Surveys (ACS) del Telescopio Spaziale Hubble e immagini con grande angolo di visuale ottenute da un telescopio da 0,9 m presso l'Osservatorio Nazionale di Kitt Peak.
Sulla base della velocità di espansione, di 31 km/s, si stima che abbia 10 600 anni.

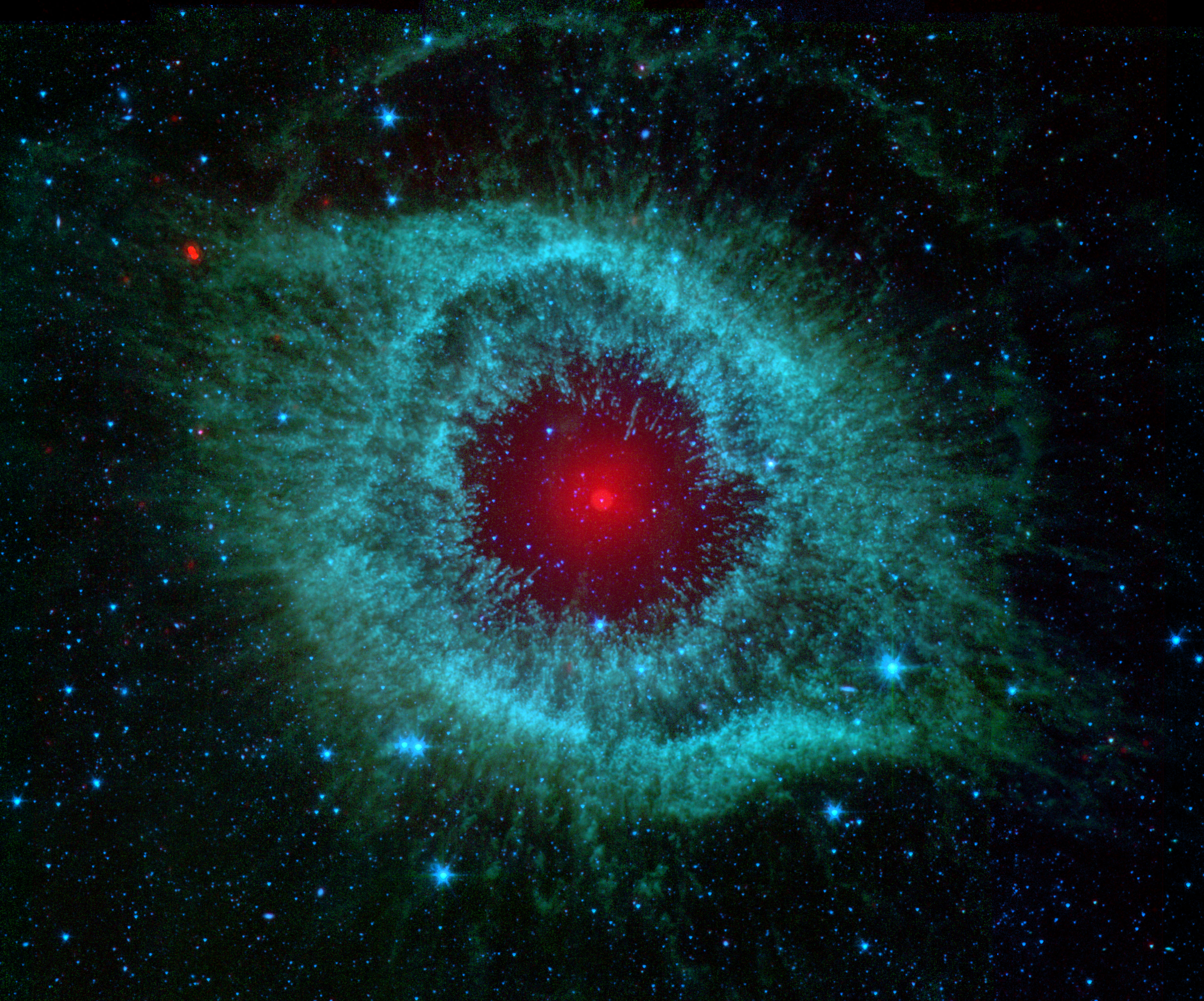
Immagine della Nebulosa Elica ripresa dal telescopio spaziale Spitzer

### Libri
- (EN) Stephen James O'Meara, Deep Sky Companions: The Caldwell Objects, Cambridge University Press, 2003, ISBN 0-521-55332-6.

### Carte celesti
- Toshimi Taki, Taki's 8.5 Magnitude Star Atlas, su geocities.jp, 2005. URL consultato il 7 novembre 2010 (archiviato dall'url originale il 5 novembre 2018). - Atlante celeste liberamente scaricabile in formato PDF.
- Tirion, Rappaport, Lovi, Uranometria 2000.0 - Volume II - The Southern Hemisphere to +6°, Richmond, Virginia, USA, Willmann-Bell, inc., 1987, ISBN 0-943396-15-8.
- Tirion, Sinnott, Sky Atlas 2000.0 - Second Edition, Cambridge, USA, Cambridge University Press, 1998, ISBN 0-933346-90-5.
- Tirion, The Cambridge Star Atlas 2000.0, 3ª ed., Cambridge, USA, Cambridge University Press, 2001, ISBN 0-521-80084-6.